# Kłodobok
Kłodobok (deutsch Klodebach) ist ein Dorf der Landgemeinde Kamiennik im Powiat Nyski in der Woiwodschaft Opole in Polen.

## Geographie

### Geographische Lage
Das Angerdorf Kłodobok liegt im Südwesten der historischen Region Oberschlesien. Der Ort liegt etwa fünf Kilometer südöstlich vom Gemeindesitz Kamiennik, etwa 15 Kilometer nordwestlich der Kreisstadt Nysa und etwa 64 Kilometer südwestlich der Woiwodschaftshauptstadt Opole.
Kłodobok liegt in der Przedgórze Sudeckie (Sudetenvorgebirge) innerhalb der Wzgórza Niemczańsko-Strzelińskie (Nimptsch-Strehlen-Höhen). Das Dorf liegt an der Krynka (Kryhn), ein rechter Zufluss der Oława (Ohle).

### Nachbarorte
Nachbarorte von Kłodobok sind im Osten Biechów (Bechau), im Osten Zurzyce (Zauritz), im Südosten Słupice (Schlaupitz), im Süden Karłowice Wielkie (Groß Karlowitz), im Südwesten Zurzyce (Zauritz) sowie im Nordwesten Cieszanowice (Tscheschdorf).

## Geschichte

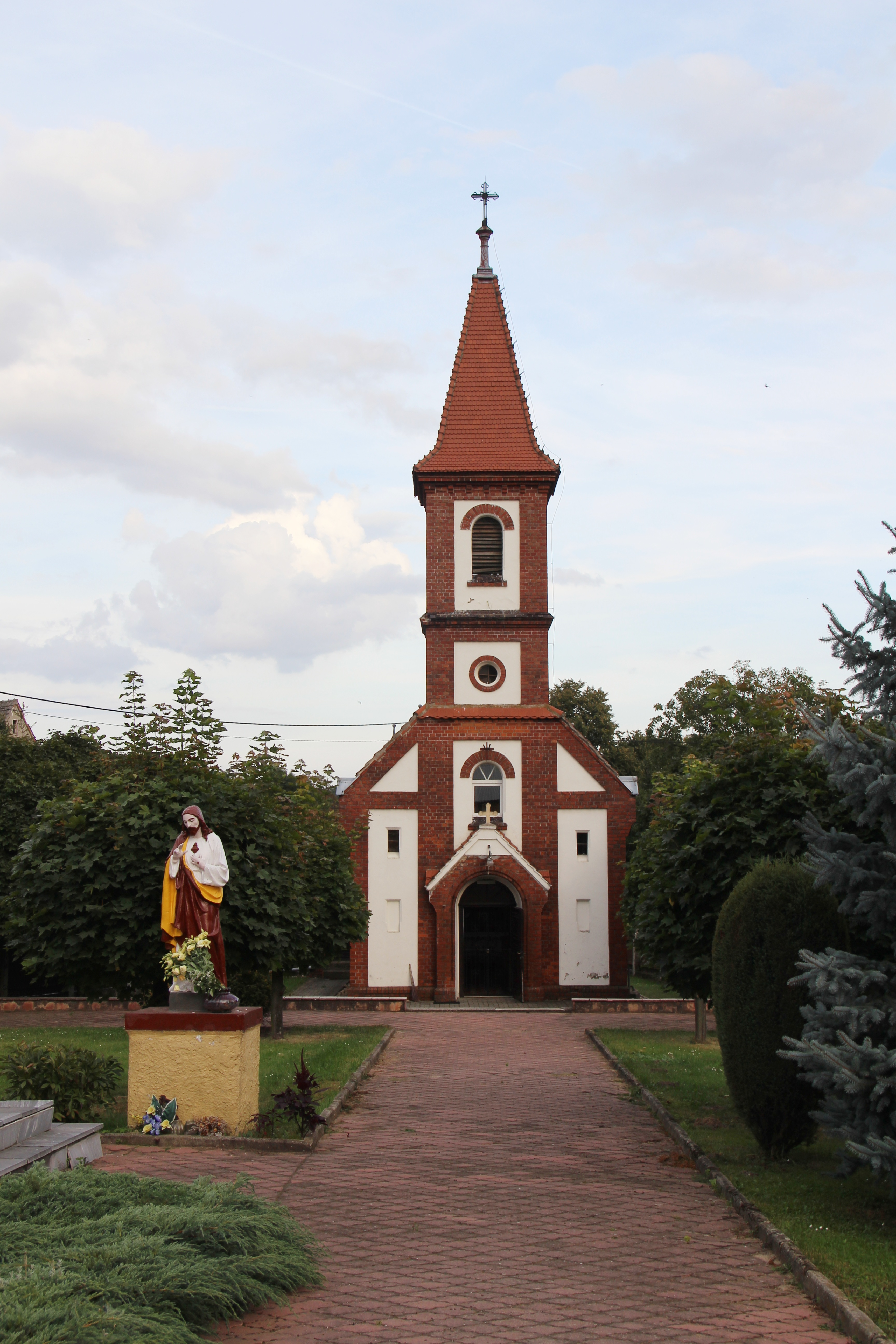
Herz-Jesu-Kapelle

In dem Werk Liber fundationis episcopatus Vratislaviensis aus den Jahren 1295–1305 wird der Ort erstmals als Clodobok erwähnt. Für das Jahr 1363 ist die Ortsbezeichnung Clodebok überliefert.
Nach dem Ersten Schlesischen Krieg 1742 fiel Klodebach mit dem größten Teil Schlesiens an Preußen.
Nach der Neuorganisation der Provinz Schlesien gehörte die Landgemeinde Klodebach ab 1816 zum Landkreis Grottkau im Regierungsbezirk Oppeln. 1845 bestanden im Dorf eine Scholtisei, ein Vorwerk sowie 116 weitere Häuser. Im gleichen Jahr lebten in Klodebach 670 Menschen, allesamt katholisch. 1855 lebten 650 Menschen in Klodebach. 1856 wurde in Ort eine Schule eingerichtet. 1865 bestanden im Ort 24 Bauern-, 25 Gärtner- und 34 Häuslerstellen. Die katholische Schule wurde im gleichen Jahr von 119 Schülern besucht.9. 1874 wurde der Amtsbezirk Klodebach gegründet, welcher aus den Landgemeinden Groß Carlowitz, Kasischka, Klodebach und Zauritz und den Gutsbezirken Groß Carlowitz, Kasischka, Klodebach und Zauritz bestand. 1885 zählte Klodebach 766 Einwohner.
1933 lebten in Klodebach 650 sowie 1939 641 Einwohner. Kriegsende 1945 gehörte der Ort zum Landkreis Grottkau.
Als Folge des Zweiten Weltkriegs fiel Klodebach 1945 wie der größte Teil Schlesiens unter polnische Verwaltung. Nachfolgend wurde es in Kłodobok umbenannt und der Woiwodschaft Schlesien angeschlossen. Die deutsche Bevölkerung wurde weitgehend vertrieben. 1950 wurde es der Woiwodschaft Oppeln eingegliedert. 1999 kam der Ort zum wiedergegründeten Powiat Nyski.

## Sehenswürdigkeiten
- Die römisch-katholische Herz-Jesu-Kapelle (poln. Kaplica Najświętszego Serca Pana Jezusa) wurde 1903 erbaut.[8]
- Gefallenendenkmal
- Steinerne Wegekapelle
- Feldkapelle mit Marienstatue
- Steinernes Wegekreuz
- Hölzernes Wegekreuz

## Vereine
- Freiwillige Feuerwehr OSP Kłodobok
- Fußballverein LZS Kłodobok